# Alberto Ramírez
Alberto Ramírez Torres (ur. 1 lutego 1986 w Puerto Vallarta) – meksykański piłkarz występujący na pozycji środkowego pomocnika, obecnie zawodnik fińskiego Oulun Palloseura.

## Kariera klubowa
Ramírez jest wychowankiem drużyny Tecos UAG z siedzibą w mieście Guadalajara, do której seniorskiego zespołu został włączony jako osiemnastolatek przez urugwajskiego szkoleniowca Eduardo Acevedo. W meksykańskiej Primera División zadebiutował 8 lutego 2004 w zremisowanym 1:1 spotkaniu z Américą, jednak nie potrafił sobie wywalczyć miejsca w pierwszej ekipie i występował niemal wyłącznie w drugoligowych rezerwach klubu. W wiosennym sezonie Clausura 2005 zdobył z Tecos tytuł wicemistrza Meksyku, jednak nie rozegrał wówczas ani jednego ligowego spotkania. W kwietniu 2009, po udanych testach, podpisał roczną umowę z fińską drużyną Inter Turku. W Veikkausliidze zadebiutował 20 kwietnia w przegranym 0:2 meczu z Mariehamn, natomiast premierowego gola strzelił 1 lipca w przegranym 2:3 pojedynku z Tampere United. W styczniu 2010 na zasadzie wolnego transferu powrócił do Tecos, tym razem występując częściej, jednak przeważnie jako rezerwowy. Zdobył również pierwszego gola w lidze meksykańskiej, 11 września tego samego roku, w wygranej 1:0 konfrontacji z Atlante.
Latem 2011 Ramírez przeszedł do drugoligowej drużyny Indios de Ciudad Juárez, której barwy reprezentował przez pół roku, rozgrywając zaledwie dwa ligowe spotkania. Po rozwiązaniu klubu powrócił do Finlandii, zostając piłkarzem drugoligowego Oulun Palloseura, gdzie od razu został kluczowym graczem i najlepszym strzelcem zespołu.
| Sezon     | Klub                    | Kraj      | Rozgrywki        | Mecze | Bramki |
| --------- | ----------------------- | --------- | ---------------- | ----- | ------ |
| 2003/2004 | Tecos UAG               | Meksyk    | Primera División | 2     | 0      |
| 2004/2005 | Tecos UAG               | Meksyk    | Primera División | 0     | 0      |
| 2005/2006 | Tecos UAG               | Meksyk    | Primera División | 1     | 0      |
| 2006/2007 | Tecos UAG               | Meksyk    | Primera División | 0     | 0      |
| 2007/2008 | Tecos UAG               | Meksyk    | Primera División | 0     | 0      |
| 2008/2009 | Tecos UAG               | Meksyk    | Primera División | 1     | 0      |
| 2009      | Inter Turku             | Finlandia | Veikkausliiga    | 23    | 1      |
| 2009/2010 | Tecos UAG               | Meksyk    | Primera División | 12    | 0      |
| 2010/2011 | Tecos UAG               | Meksyk    | Primera División | 13    | 1      |
| 2011/2012 | Indios de Ciudad Juárez | Meksyk    | Liga de Ascenso  | 2     | 0      |
| 2012      | Oulun Palloseura        | Finlandia | Ykkönen          |       |        |

## Kariera reprezentacyjna
W 2003 roku Ramírez został powołany przez argentyńskiego selekcjonera Humberto Grondonę do reprezentacji Meksyku U-17 na Młodzieżowe Mistrzostwa Świata w Finlandii. Tam pełnił rolę kapitana swojej drużyny i był jednym z jej najbardziej wyróżniających się piłkarzy, rozgrywając wszystkie cztery spotkania od pierwszej do ostatniej minuty. Jego kadra narodowa zakończyła ostatecznie swój udział w światowym czempionacie na ćwierćfinale.